# Sir Chloe
A Sir Chloe amerikai indie rock banda Vermontból. A zenekar tagjai: Dana Foote, Teddy O'Mara, Palmer Foote, Emma Welch és Austin Holmes.
A Sir Chloe 2017-ben kezdődött, amikor az énekes, Dana Foote a  Bennington Egyetemen volt végzős hallgató. Dana Foote zeneszerzést tanult. Dana Foote egy szakdolgozat megírása helyett, egy kizárólag saját zenéből álló koncertet hozott létre, bátyjával és közeli barátaival egy zenekart alapítva. A Sir Chloe akkor tett szert széles körű népszerűségre, amikor a Michelle című daluk felkapottá vált a TikTok videómegosztó alkalmazásban. A banda 2020-ban adta ki bemutatkozó EP-jét Party Favors címmel.
A Sir Chloe 2021-ben kiadta Lou Reed Femme Fatale című dalának feldolgozását, valamint a Michelle új verzióját.
2022-ben a Sir Chloe kiadta a Company és a Mercy című kislemezeket. 2023-ban jelentették be debütáló stúdióalbumukat, az I Am The Dogot, és február 23-án megosztották a Hooves című kislemezüket, amelyben John Congleton és Sarah Tudzin, az Illuminati Hottiesból közreműködtek az írásban és a készítési munkálatokban. Az I Am The Dog 2023. május 19-én jelent meg. Az azt követő nyáron Beckkel és Phoenixszel turnéztak.

## Hatások
Foote azt mondta, hogy a balkáni zene, valamint a Cage The Elephant inspirációt nyújt a zeneszerzéshez.

## Az együttes tagjai
- Dana Foote – énekes, gitáros
- Teddy O'Mara – gitáros
- Palmer Foote – dobos, ütőhangszeres
- Emma Welch – basszusgitáros
- Austin Holmes – szintetizátoros

### Stúdióalbumok
- I Am the Dog (2023. május 19.; Atlantic Records)

### EP-k
- Party Favors (2020. október 23.; Terrible Records)

### Kislemezek
- Home where (2023. november 3.)
- Know Better (2023. április 20.; Atlantic Records)
- Salivate (2023. március 23.; Atlantic Records)
- Hooves (2023. február 23.; Atlantic Records)
- Company (2022. május 6.)
- Mercy (2022. március 1.)
- Femme Fatale ( The Velvet Underground cover) (2021. szeptember 8.)
- La Femme Michelle (2021. július 13.; Terrible Records)
- Sedona (2020. szeptember 16.)
- July (2020. július 29.; Terrible Records)
- Easy on You (2020)
- Untie You (2020)
- Too Close (2019. július 19.; Terrible Records)
- Walk You Home (2019. május 21.; Terrible Records)
- Michelle (2019. április 11.; Terrible Records)
- Animal (2019. február 28.; Terrible Records)

## Fordítás
Ez a szócikk részben vagy egészben  a   Sir Chloe című angol Wikipédia-szócikk ezen változatának fordításán alapul.  Az eredeti cikk szerkesztőit annak laptörténete sorolja fel. Ez a jelzés csupán a megfogalmazás eredetét és a szerzői jogokat jelzi, nem szolgál a cikkben szereplő információk forrásmegjelöléseként.